# Hacelia
Genre
Hacelia est un genre d'étoiles de mer de la famille des Ophidiasteridae.

## Liste des espèces
Selon World Register of Marine Species (3 juillet 2014) :
- Hacelia attenuata Gray, 1840
- Hacelia bozanici Hendler 1996 -- Californie
- Hacelia capensis Mortensen, 1925
- Hacelia inarmata (Koehler, 1895)
- Hacelia raaraa Mah, 2021
- Hacelia superba H.L. Clark, 1921 -- île de Pâques
- Hacelia tuberculata Liao, 1985